# Cervus nippon pseudaxis
Il sika del Vietnam (Cervus nippon pseudaxis Gervais, 1841) è una delle numerose sottospecie di sika. A causa dell'ambiente tropicale in cui vive, è una delle razze più piccole della specie. In passato era diffuso nelle regioni settentrionali del Vietnam e forse anche in quelle sud-occidentali della Cina, ma attualmente è scomparso in natura e sopravvive solo nei giardini zoologici. Tuttavia, sono in corso progetti per una futura reintroduzione in natura.